# Рифмовник
Рифмовник (韻書) — тип словарей в китайской лексикографии. Особенность рифмовников состоит в том, что они сортируют иероглифы по финалям (рифмам), в отличие от современных алфавитных словарей, сортирующих иероглифы по буквам транскрипции, а также от графических словарей, сортирующих их по ключам.

## История
Первым словарём-рифмовником считается словарь «Категории звуков» (聲類), составленный около 230 года н. э., ныне утраченный. Он содержал 11520 иероглифов.
В 601 году был составлен словарь «Разделение рифм» (切韻), ставший основой для последующих традиционных рифмовников. Его фонология, называемая «среднекитайской», представляет из себя сводную систему на основе пяти более ранних словарей, составленных в годы Южных и Северных Династий.
В XI-м веке были составлены словари «Обширный рифмовник» (廣韻, около 20 тыс. иероглифов и 25 тыс. статей) и «Сводный рифмовник» (集韻, более 30 тыс. иероглифов и 50 тыс. статей).
В эпоху Юань начинают появляться рифмовники для старомандаринского языка, такие как «Рифмовник центральной равнины» и «Рифмовник монгольским письмом». Тогда же был составлен тангутский рифмовник «Море письмён» (𘝞𗗚 *wyr² ngon²).
В эпохи Мин и Цин составлялись рифмовники для других китайских языков, такие как «Постижение собрания звуков» (彙音妙悟 Lūi-im biāu-ngō͘) для хокло, составленный около 1800 года, «Введение в категории рифм» (分韻撮要 Fānwáhn chyut’yiu) 1782 года для кантонского, «Восьмизвучие Цейка и Лина» (戚林八音 Chék-Lìng báik-ĭng) 18-го века для восточноминьского.

## Структура
Древнейшие рифмовники разделяют иероглифы в первую очередь по тонам. Так, «Обширный рифмовник» (廣韻) состоит из пяти томов — два тома на иероглифы с «ровным тоном», и по одному на иероглифы с "восходящим", "уходящим" и "входящим" тонами. Более поздние рифмовники сортируют иероглифы по финалям, и лишь затем разделяют их по тонам.
Например, ниже приведена первая страница основного текста «Обширного рифмовника». Все заглавные иероглифы здесь имеют финаль -uwng¹, точками разделены иероглифы с разными инициалями — иероглифы от 東 до 䰤 читаются на среднекитайском как tuwng¹, а иероглифы от 同 до 䴀 читаются duwng¹.

## Список рифмовников

### Среднекитайские
- «Разделение рифм» (切韻)
- «Танский рифмовник» (唐韻)
- «Обширный рифмовник» (廣韻)
- «Сводный рифмовник» (集韻)
- «Сводный рифмовник пяти звуков» (五音集韻)

### Севернокитайские
- «Рифмовник монгольским письмом» (蒙古字韻)
- «Рифмовник центральной равнины» (中原音韻)
- «Новый китайский рифмовник» (中華新韻)

### Тангутские
- «Море письмён» (𘝞𗗚)
- «Драгоценные рифмы моря письмён» (𘝞𗗚𘏨𗖵)
- «Омофоны» (𗙏𘙰)
- «Основные из частоупотребимых иероглифов-омофонов» (𘄴𘏲𗏹𘈧𗦻𘙰𗏇𘉅)
- «Разделение рифм пяти звуков» (𗏁𗙏𘈖𗖵)

### Южноминьские
- «Постижение собрания звуков» (彙音妙悟 Lūi-im biāu-ngō͘)
- Phek-chióng Ti-im (拍掌知音)
- Cheng-pó͘ Lūi-im (增補彙音)
- Lūi-chi̍p Ngée-sio̍k-thong Si̍p-ngó͘-im (彙集雅俗通十五音)
- Pat-im Tēng-koat (八音定訣)
- Tō͘-kang-su Si̍p-ngó͘-im (渡江書十五音)
- O͘-jī Si̍p-ngó͘-im (烏字十五音)
- Lúi-chi̍p Ngiá-so̍k-thong Cha̍p-ngó͘-im Chhûan-pún (彙集雅俗通十五音全本)

### Восточноминьские
- «Восьмизвучие Цейка и Лина» (戚林八音 Chék-Lìng báik-ĭng)

### Кантонские
- «Введение в категории рифм» (分韻撮要 Fānwáhn chyut’yiu)